# Modelzeilen

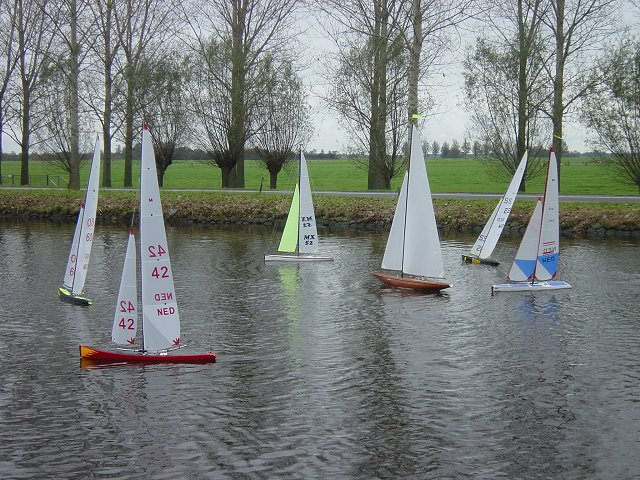
Een mooi veld modelzeilboten op het Aarkanaal in Alphen aan den Rijn

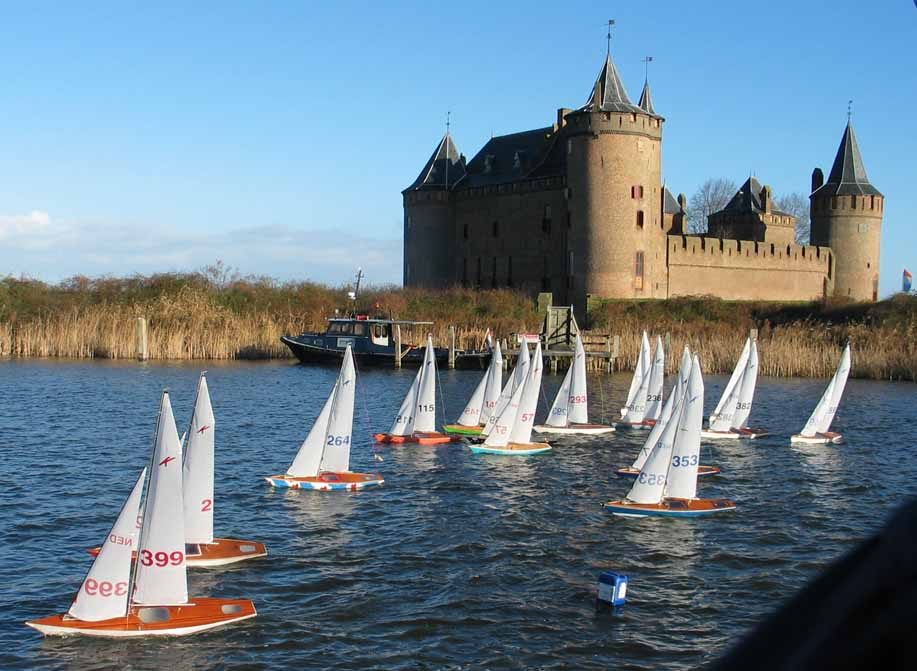
Start van de K-klasse regiowedstrijden in Muiden

Modelzeilen is het zeilen met modelzeilboten die zijn voorzien van radiografische besturing.
Grofweg bestaat deze hobby uit twee categorieën gebruikers, namelijk de recreatieve zeilers en de wedstrijdzeilers.
Deze boten zijn meestal uitgerust met een 2-kanaals zender/ontvanger, één kanaal voor de bediening van het roer en een voor de bediening van de zeillier of servo met zeilarm. Meer professionele modelzeilboten hebben soms meer dan deze twee kanalen, daar kunnen ze dan tijdens het zeilen de boot mee trimmen.
Er zijn veel verschillende types (model)-zeilboten, die ook qua prijs erg veel verschillen. Een eenvoudige zeilboot is er, als bouwpakket, voor ongeveer € 100, maar voor een professioneler type kan de aankoopprijs ook € 4500 bedragen.
Anno 2007 is het een rage om te zeilen met een Micro Magic. Dit is een klein en relatief goedkoop zeilscheepje van zo'n 53 centimeter lang met veel mogelijkheden om het schip te trimmen. Inmiddels zijn er zo'n 2564 (maart 2011) geregistreerde Micro Magics. Het MicroMagic virus is ook overgeslagen naar landen als Duitsland, Engeland, Spanje, Frankrijk, Denemarken en vele andere landen. Naast de Classic MM bestaat tegenwoordig ook de Racing MM. Sinds 2015 is de aandacht voor de MM-klasse flink vermindert en wordt overgenomen door de RG-65 en de grotere RG-95.
Sinds 2015 heeft de RG65 ook met de standaard boot de Dragon Force een hele vlucht genomen. Dit handzame model (lengte 65 cm) is net wat meer boot dan bijvoorbeeld de Micro Magic. Net als voor andere klassen is ook hier een website voor te vinden op het World Wide Web.
Door de strenge regels en toch wat lastig te vervoeren boten is de K-klasse een iets minder populair scheepsmodel, wel bij uitstek geschikt voor het wedstrijdzeilen. Op een aantal plaatsen in Nederland worden er wedstrijden georganiseerd voor deze modellen. De wedstrijden worden aan het eind van het seizoen afgesloten met het Nederlands Kampioenschap. Dit mooi gelijnde scheepje is 190 centimeter lang en heeft een zeiloppervlak van bijna 1 m². Door zijn omvang is het scheepje geschikt voor bijna alle weersomstandigheden, en kan er ook op ruim water prima mee worden gezeild.
De M-Klasse of Marblehead heeft een romp van 127 centimeter lengte. Deze schepen zijn snel en wendbaar en er worden zowel nationale als internationale wedstrijden mee gezeild. Binnen Nederland wordt deze klasse vertegenwoordigd door de KOM (Klasse Organisatie Marblehead) en is onderdeel van de Watersportvereniging. De KOM organiseerd regelmatig open clubwedstrijden, jaarlijks het Open Nederlands Kampioenschap in Reeuwijk en in 2014 is het wereldkampioenschap in Nederland gehouden met 69 boten uit onder meer de Verenigde Staten, Australië, Frankrijk, Duitsland, Engeland en Nederland.
Een ander model is de RC laser, een zeilboot op ¼ grootte van de originele Laser-klasse. Het is het enige model wat direct is afgeleid van een varende (olympische) wedstrijdklasse en die bovendien in licentie geproduceerd wordt. Net als de grote versie is het een strikte eenheidsklasse. Wereldwijd telt deze RC-Klasse meer dan 8000 boten en is behoorlijk populair. Dit komt mede door het goede ontwerp van de olympische klasse; het oorspronkelijke ontwerp dateert uit 1969. Buiten Nederland komt men deze RC-Klasse tegen in Noord- en Zuid-Amerika; Engeland; Nieuw-Zeeland; Australië; Oostenrijk; Duitsland enz. Kortom over de gehele wereld is de klasse actief en worden er lokale, nationale en internationale wedstrijden gevaren.
Verder zijn er nog tal van andere typen model-zeilschepen op het water, eigenlijk te veel om op te noemen. Zo komt men ook 'klassieke' zeilschepen tegen als model, zoals echte skûtsjes en driemasters enz. Deze schepen worden ook wel de schepen van de bruine vloot genoemd. Daarnaast zijn de laatste jaren de RG65 en RG95 in samenwerking met ervaren (RC-)zeilers ontwikkeld en deze goed varende boten hebben in korte tijd al flink wat aanhang gekregen.
Er zijn veel clubs en verenigingen die zich met modelzeilen bezighouden. Een van de oudste is de Haagse Modelboot Club.
De klassen die wedstrijd zeilen volgens de Racing Rules of Sailing van World Sailing zijn via de overkoepelende organisatie Radiozeilen Nederland (RZN) aangesloten bij het Watersportverbond. In 2022 zijn dat de Marblehead klasse, de IOM klasse en de RG65 klasse.